# Pruzilly
Pruzilly és un municipi francès situat al departament de Saona i Loira i a la regió de Borgonya - Franc Comtat. L'any 2009 tenia 246 habitants.

## Història
| Data d'elecció                           | Identitat      | Partit | Qualitat |
| ---------------------------------------- | -------------- | ------ | -------- |
| 1973-2001                                | René Longefay  | PCF    |          |
| 2001-                                    | Marcel Germain |        |          |
| les dades anteriors no són pas conegudes |                |        |          |
|                                          |                |        |          |

## Demografia
| A partir de 1990: Població sense dobles comptes |